# بوتش ويلسون
بوتش ويلسون (بالإنجليزية: Butch Wilson)‏ هو لاعب كرة قدم أمريكية أمريكي، ولد في 18 سبتمبر 1941 في برمنغهام في الولايات المتحدة.